# Johann Arfvedson
Johan August Arfvedson (n. 12 ianuarie 1792 – d. 28 octombrie 1841) a fost un chimist suedez. El a descoperit în 1817 elementul chimic litiu sub forma unui compus ionic al său (sare).
Arfvedson aparținea unei familii burgheze prospere, fiind fiul unui comerciant și proprietar de fabrică Jacob Arfvedson și a soției sale, Anna Elisabeth Holtermann. Tânarul Arfwedson s-a înmatriculat ca student la Universitatea din Uppsala în 1803 (deci la varsta de 11 ani, înmatricularea la vârsta fragedă fiind la această dată ceva obișnuit pentru studenții nobili și bogați) și a obținut o diplomă de jurist în 1809 precum și o a doua diplomă în mineralogie în 1812. În ultimul an a ocupat o poziție fără salariu în Comisia Regală a Minelor, unde a avansat până la poziția de notar (tot fără salariu) în 1814.
În Stockholm, Arfvedson îl cunostea pe chimistul Jöns Jakob Berzelius care i-a acordat accesul la laboratorul lui privat unde, în 1817, a descoperit elementul Litiu în timpul analizei mineralului Petalita. Izolarea actuală a metalului Litiu a fost efectuată de alți chimiști.
În 1818-1819, Arfwedson a realizat o călătorie europeană, parțial în compania lui Berzelius. La întoarcerea din această călătorie, Arfwedson și-a construit un laborator propriu și a petrecut marea parte a vieții sale administându-și și multiplicându-și moștenirea.
În 1821 a fost ales membru al Academiei Suedeze de Științe.
Mineralul rar arfvedsonite a fost numit în cinstea numelui lui.